# TCL Classic
De TCL Classic is een golftoernooi in China. De eerste editie van de TCL Classic vond plaats in 2002. 
De TCL Classic maakte deel uit van de Europese PGA Tour in 2005, 2006 en 2007. Het werd toen gespeeld wordt op de Yalong Bay Golf Club op het eiland Hainan ten Zuiden van China. Hier werd in 2003 en 2004 het Sanya Open gespeeld.
Paul McGinley maakte in 2005 een laatste ronde van 63, waardoor hij in een play-off tegen Paul Casey kwam, die hem daarin versloeg.

## Winnaars
| Jaar | Baan                    | Winnaar           | Score |
| ---- | ----------------------- | ----------------- | ----- |
| 2002 | Harbour Plaza Golf Club | Colin Montgomerie |       |
| 2005 | Yalong Bay Golf Club    | Paul Casey        | -22   |
| 2006 | Yalong Bay Golf Club    | Johan Edfors      | -25   |
| 2007 | Yalong Bay Golf Club    | Chapchai Nirat    | -22   |